# Tunisavia
« La qualité au service de l'aérien »
Tunisavia (code OACI : TAJ) est une compagnie aérienne basée en Tunisie.
Elle est spécialisée dans l'assistance aux compagnies pétrolières et gazières, notamment en off shore, les évacuations sanitaires, l'aviation d'affaires et l'assistance aéroportuaire.